# Xylocoris
Xylocoris is een geslacht van wantsen uit de familie bloemwantsen (Anthocoridae). Het geslacht werd voor het eerst wetenschappelijk beschreven door Jean-Marie Léon Dufour in 1831.

## Soorten
Het genus bevat de volgende soorten:

- Xylocoris balteatus Walker, 1872
- Xylocoris discalis Van Duzee, 1914
- Xylocoris umbrinus Van Duzee, 1921

Subgenus Arrostelus Kirkaldy, 1906
- Xylocoris ampoli Yamada & Yasunaga, 2013
- Xylocoris flavipes (Reuter, 1875)
- Xylocoris queenslandicus Gross, 1954

Subgenus Proxylocoris Carayon, 1972
- Xylocoris afer (Reuter, 1884)
- Xylocoris albonotatus (Champion, 1900)
- Xylocoris bimaculatus (Champion, 1900)
- Xylocoris cacti Carayon, 1972
- Xylocoris carayoni Kerzhner & Elov, 1976
- Xylocoris cerealis Yamada & Yasunga, 2006
- Xylocoris clarus (Distant, 1910)
- Xylocoris confusus Carayon, 1972
- Xylocoris dimorphus Kerzhner & Elov, 1976
- Xylocoris etawahii Ghauri, 1985
- Xylocoris galactinus (Fieber, 1836)
- Xylocoris halophilus Kerzhner & Elov, 1976
- Xylocoris hiurai Kerzhner & Elov, 1976
- Xylocoris modestus Kerzhner & Elov, 1976
- Xylocoris mongolicus Kerzhner & Elov, 1976
- Xylocoris sordidus (Reuter, 1871)
- Xylocoris tesquorum Kerzhner & Elov, 1976
- Xylocoris wasmiae Ghauri, 1985

Subgenus Stictosynechia Reuter, 1884
- Xylocoris lativentris (J. Sahlberg, 1871)
- Xylocoris maculipennis Bärensprung, 1858

Subgenus Xylocoris Dufour, 1831
- Xylocoris altaicus Pericart, 1969
- Xylocoris betulinus Drake & Harris, 1926
- Xylocoris californicus (Reuter, 1884)
- Xylocoris canariensis Wagner, 1954
- Xylocoris ciliatus (Jakovlev, 1877)
- Xylocoris contiguus Wagner, 1954
- Xylocoris cursitans (Fallén, 1807)
- Xylocoris eremius Pericart, 1974
- Xylocoris formicetorum (Boheman, 1844)
- Xylocoris hirtus Kelton, 1976
- Xylocoris ifniensis (Gomez-Menor Guerrero, 1956)
- Xylocoris longipilis Pericart, 1972
- Xylocoris machardi Pericart, 1995
- Xylocoris obliquus A. Costa, 1853
- Xylocoris parvulus (Reuter, 1871)
- Xylocoris piceus (Reuter, 1884)
- Xylocoris pilipes Kelton, 1976
- Xylocoris punctatus Kelton, 1976
- Xylocoris terricola (Reuter, 1902)
- Xylocoris thomsoni (Reuter, 1883)
- Xylocoris vicarius (Reuter, 1884)